# Vredesbyrd
«Vredesbyrd» es el segundo sencillo del material discográfico Death Cult Armageddon de la banda europea Dimmu Borgir, lanzado el 8 de septiembre de 2003. Solo se lanzaron 500 copias en formato de vinilo de siete pulgadas para esta canción.
Esta canción también fue lanzada en otro formato llamado "Radio Edit" con una duración de tres minutos con cuarenta y cuatro segundos. La canción forma parte de la banda sonora de la película Alone in the Dark.
La canción cuenta con automatizaciones, mezclas, sonidos pesados e instrumentales.

## Lista de canciones
1. «Vredesbyrd» (Radio Edit) – 3:44
2. «Progenies of the Great Apocalypse» (Radio Edit) – 3:35
3. «Progenies of the Great Apocalypse» (music video) – 3:35